# Pro League 2013-14
La temporada 2013-14 de la Primera División de Bélgica (también conocida como Jupiler League) fue la edición número 111 de la máxima división de fútbol en Bélgica. Comenzó el 26 de julio de 2013 y terminó el 18 de mayo de 2014.

## Equipos

### Ascensos y descensos
Beerschot terminó 15.° en la temporada regular y descendió tras perder el play-off de descenso contra el Círculo de Brujas.
| Pos. | de la Primera División de Bélgica 2012/13 |
| ---- | ----------------------------------------- |
| 15.º | Beerschot                                 |

| Pos. | de la Segunda División de Bélgica 2012/13 |
| ---- | ----------------------------------------- |
| 1.º  | KV Oostende                               |

### Equipos 2013/14
| Club               | Ciudad     | Estadio                        |
| ------------------ | ---------- | ------------------------------ |
| Anderlecht         | Anderlecht | Constant Vanden Stock          |
| Brujas             | Brujas     | Jan Breydel                    |
| Círculo de Brujas  | Brujas     | Jan Breydel                    |
| Cortrique          | Cortrique  | Guldensporen Stadion           |
| Genk               | Genk       | Cristal Arena                  |
| Gent               | Gante      | Jules Ottenstadion             |
| Lierse             | Lier       | Herman Vanderpoortenstadion    |
| Lokeren            | Lokeren    | Daknamstadion                  |
| Malinas            | Malinas    | Argosstadion Achter de Kazerne |
| Mons               | Mons       | Den Dreef                      |
| OH Leuven          | Lovaina    | Bruselas                       |
| Oostende           | Ostende    | Albertpark                     |
| Sporting Charleroi | Charleroi  | Stade du Pays de Charleroi     |
| Standard de Lieja  | Lieja      | Maurice Dufrasne               |
| Waasland-Beveren   | Beveren    | Freethiel Stadion              |
| Zulte-Waregem      | Waregem    | Regenboogstadion               |

## Equipos porregiones y provincias
| Provincia          | N.º | Equipos                                                           |
| ------------------ | --- | ----------------------------------------------------------------- |
| Flandes Occidental | 5   | Brujas, Círculo de Brujas, Cortrique, KV Oostende y Zulte-Waregem |
| Flandes Oriental   | 3   | Gent, Lokeren y Waasland-Beveren                                  |
| Amberes            | 2   | Lierse y Malinas                                                  |
| Henao              | 2   | Mons y Sporting Charleroi                                         |
| Bruselas-Capital   | 1   | Anderlecht                                                        |
| Brabante Flamenco  | 1   | OH Leuven                                                         |
| Limburgo           | 1   | Genk                                                              |
| Lieja              | 1   | Standard de Lieja                                                 |

## Temporada regular
|    |               | Equipo             | PJ | PG | PE | PP | GF | GC | DG  | PTS |
| -- | ------------- | ------------------ | -- | -- | -- | -- | -- | -- | --- | --- |
| 1  | Sin cambios   | Standard Lieja     | 30 | 20 | 7  | 3  | 59 | 17 | +42 | 67  |
| 2  | Sin cambios   | Brujas             | 30 | 19 | 6  | 5  | 54 | 28 | +26 | 63  |
| 3  | Sin cambios   | Anderlecht         | 30 | 18 | 3  | 9  | 61 | 31 | +30 | 57  |
| 4  | Sin cambios   | Zulte-Waregem      | 30 | 14 | 11 | 5  | 51 | 38 | +13 | 53  |
| 5  | Sin cambios   | Lokeren            | 30 | 15 | 6  | 9  | 48 | 31 | +17 | 51  |
| 6  | Sin cambios   | Genk               | 30 | 14 | 3  | 13 | 42 | 39 | +3  | 45  |
| 7  | Sin cambios   | Gent               | 30 | 12 | 8  | 10 | 39 | 37 | +2  | 44  |
| 8  | Sin cambios   | Cortrique          | 30 | 10 | 9  | 11 | 42 | 44 | -2  | 39  |
| 9  | Sin cambios   | KV Oostende        | 30 | 9  | 7  | 14 | 28 | 46 | -18 | 34  |
| 10 | Crecimiento   | Sporting Charleroi | 30 | 8  | 10 | 12 | 36 | 41 | -5  | 34  |
| 11 | Decrecimiento | Círculo de Brujas  | 30 | 9  | 6  | 15 | 29 | 55 | -26 | 33  |
| 12 | Decrecimiento | Lierse             | 30 | 9  | 5  | 16 | 36 | 53 | -17 | 32  |
| 13 | Decrecimiento | Malinas            | 30 | 8  | 7  | 15 | 34 | 51 | -17 | 31  |
| 14 | Sin cambios   | Waasland-Beveren   | 30 | 6  | 13 | 11 | 28 | 35 | -7  | 31  |
| 15 | Sin cambios   | OH Leuven          | 30 | 6  | 9  | 15 | 30 | 47 | -17 | 27  |
| 16 | Sin cambios   | Mons               | 30 | 6  | 4  | 20 | 29 | 53 | -24 | 22  |

### Leyenda
|  | Play-off por el título.                                             |
|  | Play-off por la clasificación a la Liga Europea de la UEFA 2014-15. |
|  | Play-off por el descenso.                                           |

## Resultados
Las filas corresponden a los encuentros de local de cada uno de los equipos, mientras que las columnas corresponden a los encuentros de visitante. Según las filas, los resultados en color azul corresponden a victoria del equipo local, rojo a victoria visitante y blanco a empate.
|                    | AND | BRU | CIR | GNK | GNT | KVO | COR | LIE | LOK | MAL | MON | OHL | SCH | STA | WAB | ZUL |
| ------------------ | --- | --- | --- | --- | --- | --- | --- | --- | --- | --- | --- | --- | --- | --- | --- | --- |
| Anderlecht         |     | 2-0 | 2-1 | 2-0 | 4-1 | 4-0 | 0-1 | 2-0 | 2-3 | 5-0 | 2-0 | 3-1 | 5-2 | 1-1 | 2-0 | 1-0 |
| Brujas             | 4-0 |     | 2-0 | 0-2 | 1-1 | 2-0 | 3-1 | 4-1 | 1-0 | 3-0 | 2-1 | 1-0 | 2-0 | 1-0 | 1-2 | 1-1 |
| Círculo de Brujas  | 0-4 | 2-0 |     | 1-0 | 1-4 | 2-0 | 3-1 | 2-4 | 0-3 | 3-2 | 2-1 | 1-1 | 3-0 | 0-5 | 0-0 | 1-1 |
| Genk               | 0-1 | 1-3 | 1-0 |     | 1-2 | 3-0 | 1-0 | 4-0 | 0-2 | 1-0 | 3-1 | 3-0 | 0-3 | 0-2 | 0-2 | 5-2 |
| Gent               | 1-2 | 1-3 | 1-1 | 1-2 |     | 1-1 | 0-1 | 2-1 | 1-1 | 2-1 | 1-0 | 2-0 | 2-1 | 0-1 | 2-0 | 0-1 |
| KV Oostende        | 0-3 | 1-2 | 2-0 | 4-0 | 0-0 |     | 0-0 | 3-2 | 0-3 | 0-3 | 2-0 | 1-1 | 1-0 | 2-4 | 2-1 | 1-1 |
| Cortrique          | 2-2 | 4-1 | 4-0 | 2-2 | 3-0 | 2-0 |     | 3-4 | 3-3 | 1-2 | 1-2 | 1-0 | 1-1 | 1-5 | 2-1 | 1-1 |
| Lierse             | 2-0 | 1-1 | 1-1 | 0-1 | 1-3 | 0-2 | 2-0 |     | 1-2 | 3-0 | 2-1 | 0-0 | 2-1 | 0-5 | 1-0 | 1-2 |
| Lokeren            | 2-1 | 0-3 | 3-0 | 3-1 | 2-2 | 1-0 | 0-0 | 1-0 |     | 4-0 | 2-1 | 2-0 | 3-1 | 0-1 | 0-0 | 2-4 |
| Malinas            | 2-1 | 1-2 | 1-2 | 0-2 | 0-1 | 1-1 | 5-2 | 0-0 | 1-0 |     | 4-2 | 4-2 | 0-3 | 0-2 | 0-0 | 2-2 |
| Mons               | 0-2 | 0-1 | 1-1 | 2-3 | 1-0 | 3-0 | 0-1 | 1-5 | 1-0 | 0-2 |     | 3-2 | 1-2 | 0-2 | 1-1 | 1-1 |
| OH Leuven          | 1-0 | 2-5 | 3-0 | 1-4 | 1-1 | 1-2 | 1-1 | 2-0 | 2-1 | 0-0 | 2-2 |     | 0-0 | 0-0 | 4-2 | 1-0 |
| Sporting Charleroi | 2-1 | 2-2 | 2-0 | 1-1 | 0-1 | 0-1 | 1-2 | 1-1 | 2-1 | 2-2 | 0-2 | 2-0 |     | 0-1 | 1-1 | 3-2 |
| Standard Lieja     | 1-1 | 0-0 | 4-0 | 3-1 | 2-3 | 2-0 | 2-0 | 3-0 | 2-1 | 2-0 | 1-0 | 1-0 | 2-2 |     | 2-2 | 2-0 |
| Waasland-Beveren   | 0-3 | 1-2 | 0-1 | 0-0 | 1-1 | 2-0 | 1-1 | 3-1 | 0-2 | 0-0 | 4-1 | 1-0 | 0-0 | 1-1 |     | 2-2 |
| Zulte-Waregem      | 4-3 | 1-1 | 2-1 | 1-0 | 3-0 | 2-2 | 1-0 | 3-2 | 1-1 | 3-1 | 2-0 | 4-2 | 1-1 | 1-0 | 2-0 |     |

## Play-off por el título
- Los puntos obtenidos durante la temporada regular se redujeron a la mitad (y se redondearon en caso de puntuación impar) antes del inicio de la postemporada. Como resultado, los equipos comenzaron con los siguientes puntos antes de la postemporada: Standard 34 puntos, Club Brujas 32, Anderlecht 29, Zulte Waregem 27, Lokeren 26 y Genk 23. De haber ocurrido algún empate en puntos al final de los play-offs, el medio punto se habría deducido si se agregó. Sin embargo, como los seis equipos recibieron el bono de medio punto, esto no hizo una diferencia en esta temporada.

|   | Equipo         | PJ | PG | PE | PP | GF | GC | DG  | PTS |
| - | -------------- | -- | -- | -- | -- | -- | -- | --- | --- |
| 1 | Anderlecht     | 10 | 7  | 1  | 2  | 17 | 6  | +11 | 51  |
| 2 | Standard Lieja | 10 | 4  | 3  | 3  | 14 | 11 | +3  | 49  |
| 3 | Club Brujas    | 10 | 5  | 1  | 4  | 16 | 11 | +5  | 48  |
| 4 | Zulte Waregem  | 10 | 4  | 2  | 4  | 16 | 15 | +1  | 41  |
| 5 | Lokeren        | 10 | 2  | 2  | 6  | 14 | 25 | -11 | 34  |
| 6 | Genk           | 10 | 2  | 3  | 5  | 10 | 19 | -9  | 32  |

### Leyenda
|  | Clasificado para la Fase de grupos de la Liga de Campeones 2014-15.                                               |
|  | Clasificado para la Tercera ronda previa de la Liga de Campeones 2014-15.                                         |
|  | Clasificado para la Cuarta ronda previa (play-off) de la Liga Europea 2014-15 como ganador de la Copa de Bélgica. |
|  | Clasificado para la Tercera ronda previa de la Liga Europea 2014-15.                                              |
|  | Clasificado para la Segunda ronda previa de la Liga Europea 2014-15.                                              |

## Play-off por la clasificación a la Liga Europea de la UEFA
| Leyenda                                                    |
| ---------------------------------------------------------- |
| Ganador del grupo, clasifica a la final de la eliminatoria |

### Grupo A
| Equipo           | PJ | PG | PE | PP | GF | GC | DG | Pts |
| ---------------- | -- | -- | -- | -- | -- | -- | -- | --- |
| Oostende         | 6  | 4  | 2  | 0  | 7  | 1  | +6 | 14  |
| Gent             | 6  | 3  | 1  | 2  | 11 | 6  | +5 | 10  |
| Lierse           | 6  | 2  | 0  | 4  | 5  | 12 | −7 | 6   |
| Waasland-Beveren | 6  | 1  | 1  | 4  | 7  | 11 | −4 | 4   |

|                  | GNT | LIE | KVO | W-B |
| ---------------- | --- | --- | --- | --- |
| Gent             | –   | 4–0 | 0–1 | 2–1 |
| Lierse           | 1–0 | –   | 0–2 | 4–2 |
| Oostende         | 1–1 | 2–0 | –   | 0–0 |
| Waasland-Beveren | 2–4 | 2–0 | 0–1 | –   |

### Grupo B
| Equipo            | PJ | PG | PE | PP | GF | GC | DG  | Pts |
| ----------------- | -- | -- | -- | -- | -- | -- | --- | --- |
| Cortrique         | 6  | 4  | 1  | 1  | 16 | 5  | +11 | 13  |
| Charleroi         | 6  | 4  | 1  | 1  | 13 | 5  | +8  | 13  |
| Malinas           | 6  | 3  | 0  | 3  | 6  | 10 | −4  | 9   |
| Círculo de Brujas | 6  | 0  | 0  | 6  | 2  | 17 | −15 | 0   |

|                   | CIR | CHA | KVC | RKVM |
| ----------------- | --- | --- | --- | ---- |
| Círculo de Brujas | –   | 2–4 | 0–4 | 0–1  |
| Charleroi         | 2–0 | –   | 1–1 | 3–0  |
| Cortrique         | 4–0 | 2–1 | –   | 4–1  |
| Malinas           | 2–0 | 0–2 | 2–1 | –    |

### Final de la eliminatoria de Europa League
El ganador de la eliminatoria clasifica al Testmatch, que otorga una plaza a la segunda ronda previa de la Liga Europea de la UEFA 2014-15.
| Equipo 1 | Agr.                  | Equipo 2  | Ida | Vuelta |
| -------- | --------------------- | --------- | --- | ------ |
| Oostende | 4-4 (t.s.) (7-6 pen.) | Cortrique | 2-2 | 2-2    |

### Testmatch
El Testmatch se iba a jugar a doble partido entre Oostende y cuarto lugar de la eliminatoria por el título, Zulte Waregem, cuyo ganador recibe el derecho de jugar en la segunda ronda de clasificación de la Liga Europea de la UEFA 2014-15. Sin embargo, como Oostende no recibió una licencia para el fútbol europeo, el partido fue anulado y Zulte Waregem clasificó directamente.

## Play-off de descenso
Los equipos que terminaron en las dos últimas posiciones de la temporada regular se enfrentaron en el play-off de descenso. El ganador de este play-off jugó el play-off de promoción contra tres equipos de la Segunda División de Bélgica, y el ganador de la eliminatoria de promoción jugará la próxima temporada en Primera División. El perdedor se enfrentó al descenso. Por terminar 15°, OH Leuven recibió la ventaja de jugar 3 de los 5 partidos de local y una ventaja inicial de 3 puntos por encima de Mons. Mons descendió el 12 de abril, ya que OH Leuven había obtenido una ventaja de 9 puntos con solo 2 partidos por jugarse. Sin embargo, OH Leuven fracasó luego de no terminar primero en el play-off de promoción, asegurando su descenso también.
| Pos | Equipo    | Pts | PJ | PG | PE | PP | GF | GC | DIF |
| --- | --------- | --- | -- | -- | -- | -- | -- | -- | --- |
| 1º  | OH Leuven | 10  | 3  | 2  | 1  | 0  | 5  | 1  | +4  |
| 2º  | Mons      | 1   | 3  | 0  | 1  | 2  | 1  | 5  | -4  |

## Goleadores
| Posición | Jugador             | Club                            | Goles |
| -------- | ------------------- | ------------------------------- | ----- |
| 1        | Hamdi Harbaoui      | Lokeren                         | 22    |
| 2        | Michy Batshuayi     | Standard Lieja                  | 21    |
| 3        | Habib Habibou       | Zulte Waregem                   | 20    |
| 4        | Aleksandar Mitrović | Anderlecht                      | 16    |
| 5        | Ivan Santini        | Cortrique                       | 15    |
| 6        | Thorgan Hazard      | Zulte Waregem                   | 14    |
| 7        | Stijn De Smet       | Cortrique                       | 13    |
| 7        | David Pollet        | Anderlecht (2) y Charleroi (11) | 13    |
| 9        | Tom De Sutter       | Club Brujas                     | 12    |
| 9        | Imoh Ezekiel        | Standard Lieja                  | 12    |
| 9        | Jelle Vossen        | Genk                            | 12    |